# АИК Кузбасс
«АИК Кузбасс» (Автономная индустриальная колония Кузбасс, англ. Kuzbass Autonomous Industrial Colony) — Колония иностранных рабочих, созданная Советским правительством и инициативной группой левых активистов западных стран, для восстановления и развития тяжелой угольной промышленности Кузнецкого бассейна под рабочим контролем с 1921 по 1926 годы.

## История создания
Практически с самого начала своего существования Советская власть считала нужным использование иностранных капиталов, знаний и опыта посредством заключение концессионных соглашений, что было отражено в соответствующем решении Первого всероссийского съезда советов народного хозяйства, прошедшем в декабре 1917 года.
С 1921 года в стране началось восстановление народного хозяйства, значительно подорванного первой мировой и гражданской войнами. Восстановление тяжелой промышленности Кузбасса было провозглашено одной из первостепенных задач. На X съезде партии В. И. Ленин говорил о том, что топливный кризис привел к необходимости затратить золото на покупку угля за границей, охвативший страну топливный голод грозил тяжелыми последствиями.
В. И. Ленин, понимая, что экономический кризис в России слишком глубок и промышленность в молодой Советской Республике не может быть восстановлена своими силами, написал «Письмо к американским рабочим». В данном письме Ленин призывал рабочих коммунистических партий передовых стран помочь в организации новой промышленной базы для нового рабочего государства.
Иностранные рабочие, в основном американцы, возглавлявшиеся Себальдом Рутгерсом, Биллом Хейвудом и Г. С. Калвертом, обратились с ответом к советскому правительству. В ответе содержалось предложение о создании колонии иностранных рабочих и специалистов в Кузбассе. Они встретились с В. И. Лениным в Москве в сентябре 1921 года. От имени «Индустриальных рабочих мира» эта группа выразила желание взять в эксплуатацию Надеждинский металлургический завод и часть Кузнецкого каменноугольного бассейна в Сибири и на Урале и организовать там индустриальную колонию американских рабочих.
В США было создано общество «Кузбасс», объединившее американские организации, набиравшие добровольцев для работы в колонии. В марте 1922 года в ряде коммунистических изданий США было опубликовано объявление: «Требуются первопроходцы для Сибири!.. Для промышленного строительства… для поддержки русской революции и для демонстрации миру того, что могут сделать свободные трудящиеся, когда их таланту не препятствует система прибыли и когда они сами являются собственниками и единственными владельцами продуктов своего труда». Процесс переговоров между представителями советских властей и американской инициативной группой продолжался до конца 1921 года.
Договор между Советом труда и обороны (СТО) и правлением колонистов в составе Билла Хейвуда, Д. Байера, Себальда Рутгерса и др. о создании автономной индустриальной колонии «Кузбасс» был подписан 25 декабря 1921 года в Москве. По данному договору колонисты получили в распоряжение рудник в Кемеровском районе, строящийся завод для выработки кокса и 10 тысяч гектаров земли для сельскохозяйственных нужд. Иностранцы в свою очередь обязались проработать в России не менее 2 лет, жить по законам РСФСР и подчиняться всем постановлениям СТО. Колонисты обязались восстановить все переданные им предприятия и закупить за границей передовое оборудование необходимое для шахт и производства. Советское правительство категорически настаивало на условии, что все финансирование и снабжение американских рабочих будет производиться без привлечения средств из советского бюджета. По инициативе Ленина руководители и члены колонии должны были дать «подписку» в том, что они обязуются и будут коллективно отвечать за то, чтобы в Россию ехали «только люди, способные и готовые сознательно вынести ряд тяжелых лишений, неизбежно связанных с восстановлением промышленности в стране, весьма отсталой и неслыханно разоренной».
Американская сторона в лице Рутгерса столь же категорически возражала против вмешательства ВСНХ в дела «автономной промышленной колонии». Практическим шагам по передаче Кузбасса в эксплуатацию препятствовали серьезные противоречия между советскими властями в лице В. В. Куйбышева и С. Рутгерсом, в том числе по финансовым условиям и по составу членов правления (оргкомитета) колонии от американских рабочих, подлежавшему утверждению Советом Труда и Обороны (только в течение 1921—1922 годов вопрос о создании колонии обсуждался на заседаниях СТО более 20 раз). Кроме того, о группе американских энтузиастов поступил скептический отзыв Л. К. Мартенса, который охарактеризовал Калверта как «несолидного», Хейвуд — как «только агитатора, полуанархиста», а Рутгерса — как «прекрасного товарища, пропагандиста», но «едва ли администратора».

## Деятельность организации
Иностранцами были обследованы многие районы Кузбасса (Кузнецк, Бачаты, Гурьевск, Киселёвск, Кольчугино). Наиболее подходящим оказался Кемеровский Рудник, в котором была необходимая инфраструктура и трудовые ресурсы.
Официальная регистрация АИК состоялась 22 декабря 1922 года. На предприятиях колонии было задействовано около 8 тысяч человек к концу 1923 г. Большинство было представлено советскими рабочими. На первом этапе в распоряжение колонии были переданы шахты Кемеровского рудника и коксохимические печи, к 1923 году были добавлены Кольчугинский, Прокопьевский и Киселевский рудники.
Тогда же открылись два представительства АИК в Нью-Йорке и Берлине, которые занимались поиском рабочих для колонии и совершали закупки техники. Деятельность
колонии освещалась в регулярно выходившем в Нью-Йорке «Кузбасс буллетин» (Kuzbass Bulletin), издававшемся обществом «Кузбасс».
Из-за границы для работы на предприятиях АИК в Кузнецком бассейне прибыло около 750 рабочих и специалистов. Национальный состав колонистов был довольно разнообразен, здесь были американцы, финны, немцы, югославы, русские (всего около 30 национальностей). Несмотря на то, что основа колонии была представлена иностранцами, значительный процент рабочих составляли русские горняки, их численность находилась в районе 5000 человек. Согласно данным 1923 года, работающими в ней числились около 500 американцев вместо намечавшихся 3 тыс. (всего в колонии работали 560 иностранцев). В официальном названии колонии не было упоминания о преимущественно американском составе работавшего в ней контингента добровольцев, но в прессе и даже в официальных документах она нередко фигурировала под названием «Американская колония».
Возглавлял колонию инженер, голландский коммунист Себальд Рутгерс, покинувший этот пост в 1926 году по состоянию здоровья.
Колонисты вместе с Советской властью стремились сделать из АИК самостоятельную промышленную единицу на территории Кузнецкого бассейна. Более того, АИК претендовал на право образцового предприятия, на которое должны равняться остальные. Но главной задачей для иностранцев было восстановление и развитие тяжелой угольной промышленности Кузбасса. Центром их деятельности являлся Кемеровский район, где находились основные предприятия и правление всей организации.
Сменивший Рутгерса на посту руководителя АИК русский инженер Коробкин настроил против себя всю иностранную колонию, что привело к её постепенной ликвидации. Судя по отсутствию каких-либо упоминаний об инициативе Рутгерса и его соратников в советских официальных справочных источниках после 1921 года, деятельность АИК не принесла ожидаемых результатов.
«АИК Кузбасс» за время своего существования реконструировала ряд шахт, построила и пустила в производство первый в России химический завод по переработке кокса, организовала передовую сельскохозяйственную ферму. При АИК массово электрифицировались деревни и села в Кемеровском районе, строились благоустроенные районы в городах Кузбасса.

## Закрытие АИК
Несмотря на некоторые успехи, договор с АИК был расторгнут 28 декабря 1926 года. Некоторые специалисты[какие?] считают, что индустриальная колония оправдала себя в восстановительный период с его ограниченными размерами производства, но когда началась социалистическая индустриализация, резко усилились темпы развития, расширились масштабы промышленности, АИК уже не могла сохранять эффективность при своей особой форме организации.
Начиная с 1923 года иностранные специалисты, в частности, американцы, стали подвергаться арестам и репрессиям, некоторые были расстреляны в 1930-х годах. Значительная часть американцев вернулась в США.
К 1926 году в России осталось не более 10 колонистов, которые вскоре разъехались по другим городам страны. Один из руководителей АИК — потомственный рабочий завода Форда в Детройте и первый избранный мэр американского поселка в Кузбассе Джон Тучельский после ликвидации АИК (1927) перешел на Горьковский автозавод и в 1938 году был репрессирован. В советских энциклопедических справочниках никаких упоминаний об АИК и её заметном вкладе в промышленное развитие Сибири не содержится.
В 1991 году на территории бывшей колонии в Кемерове был основан музей Красная Горка.